# José Mari Uzelai
Jose Mari Uzelai, né à Bermeo le 1er novembre 1903 et mort à Busturia le 24 décembre 1979 , est un peintre espagnol.

## Biographie
À l'âge de six ans, il déménage avec toute sa famille au hameau de Txirapozu de Busturia, d'où vient sa mère. Il y trouve les trois principales références qui vont configurer l'univers iconique d'Uzelai : les livres de médecine et de botanique de Gaspar Bulukua ; les instruments et les peintures orientales de Manuel Txirapozu ; et les livres nautiques de José Manuel Uriarte.
Il fait d'abord des études d'ingénierie, avant de rentrer à la ferme, selon les ordres de son père.
Il commence à peindre à l'âge de 16 ans et fait ses premières expositions à Bilbao et Saragosse.
Appartenant à la troisième génération de peintres basques, il participe à partir des années 1920 au mouvement artistique qui naît avec l'Asociación de Artistas Vascos.
En 1926, il participe au premier numéro de la revue culturelle Litoral.
En 1933, il peint la peinture murale du Batzoki, une fresque de la lutte de Bermeo, et ses illustrations sont utilisées dans un livre sur la danse basque.

Il part ensuite s'installer à Paris, où il prend part à de nombreuses réunions : 
« En aquella época conocí a muchas personalidades gracias a las tertulias: Paul Moran, Alejo Carpentier, Blaise Cendrars, Hemingway, Fitzgerald, Le Corbusier e incluso conocí a Unamuno, que venía huyendo de la dictadura de Primo de Rivera. Me hice gran amigo de Maurice Ravel y hablábamos en euskera. Entre nuestros compañeros de tertulia se hallaban Stravinsky, Falla, Picasso... »
— José Mari Uzelai

« À cette époque, j'ai rencontré de nombreuses personnalités grâce à ces réunions : Paul Moran, Alejo Carpentier, Blaise Cendrars, Hemingway, Fitzerald, Le Corbusier et j'ai même connu Unamuno, qui venait de fuir de la dictature de Primo de Rivera. Je suis devenu très ami de Maurice Ravel et nous parlions en basque. Parmi nos compagnons de débats étaient Stravinsky, Falla, Picasso... »
En 1936, le Lehendakari José Antonio Aguirre, qu'il avait connu pendant ses études, lui offre le poste de directeur des Beaux-Arts du Gouvernement basque.
L'année suivante, il est directeur du pavillon du Pays basque à l'exposition universelle de 1937 de Paris. Uzelai fait figure d'autorité quant à l'évocation du contexte polémique de l'élaboration de Guernica que le gouvernement républicain a commandé à Pablo Picasso à cette occasion (notamment le fait que le thème et l'œuvre auraient selon lui été inspirés par Juan Larrea,.
Il participe également à l'élaboration des décors des spectacles de l'ensemble instrumental basque Eresoinka, entre 1937 et 1939.
Pendant la guerre civile espagnole, il se charge de mettre à l'abri toutes les œuvres d'art, avant de s'exiler en 1938, comme beaucoup d'autres artistes. Il se réfugie alors en Angleterre, où il peint entre autres les peintures murales des bateaux Queen Mary et Caronia.
Il rentre en Espagne en 1949, entre Madrid et Busturia. À partir des années 1960, Uzelai s'enfonce dans la misère. Il reçoit plusieurs commandes pour lesquelles il ne sera pas payé, et accumule de sérieux problèmes économiques. Malgré sa participation dans le groupe Emen, impulsé par la Sociedad de Artistas (similaire aux groupes Gaur à Guipuscoa, Orain à Alava et Danok en Navarre), où, étant l'unique artiste antérieur à la guerre, il est admiré et respecté, il n'a que peu d'élèves.
En 1969, il s'établit à Busturia jusqu'à sa mort. Il ne fait plus de peintures murales et se consacre au dessin et à la peinture sur toile, ce dont il vit.
À la suite d'arthrose et de bronchites, José Mari Uzelai meurt le 24 décembre 1979 à 76 ans.

## Analyse de l'œuvre
L'œuvre d'Uzelai se distingue par un style personnel très marqué. Son réalisme va au-delà de la simple imitation des formes : c'est un réalisme magique agrémenté de touches maniéristes et expressionnistes. Ses personnages apparaissent défigurés et enveloppés dans une atmosphère transparente qui dépasse la simple représentation. Une certaine influence orientale est notable dans ses travaux de nature morte et surtout dans ceux dont la mer est protagoniste. Ces influences proviennent des références de son enfance (Manuel Txirapozu) ainsi que les nouvelles de Robert Louis Stevenson et Jack London, qu'il a lu quand il vivait à Londres.